# Штендальська АЕС
Штендальська атомна електростанція (нім. Kernkraftwerk Stendal) — недобудована атомна електростанція в Німеччині.

## Дані енергоблоків
АЕС мала мати 4 енергоблоки:
| Енергоблок | Тип реактору  | Нетто- потужність | Брутто- потужність | Початок планування проекту | Початок будівництва | Запланований запуск | Припинення проекту |
| ---------- | ------------- | ----------------- | ------------------ | -------------------------- | ------------------- | ------------------- | ------------------ |
| Stendal-1  | ВВЕР-1000/320 | 900 МВт           | 970 МВт            | 1980                       | 01.12.1982          | грудень 1991 року   | 01.03.1991         |
| Stendal-2  | ВВЕР-1000/320 | 900 МВт           | 970 МВт            | 1980                       | 01.12.1984          | червень 1993 року   | 01.03.1991         |
| Stendal-3  | ВВЕР-1000/320 | 950 МВт           | 1 000 МВт          | 1980                       | -                   | грудень 1996 року   | 01.03.1991         |
| Stendal-4  | ВВЕР-1000/320 | 950 МВт           | 1 000 МВт          | 1980                       | -                   | червень 1997 року   | 01.03.1991         |